# Rustem Marselewitsch Dawletschin
Rustem Marselewitsch Dawletschin (russisch Рустем Марселевич Давлетшин; * 25. September 1988 in Sainsk, Republik Tatarstan) ist ein russischer Crosslauf-Sommerbiathlet.
Rustem Dawletschin bestritt seine ersten internationalen Meisterschaften im Rahmen der Juniorenrennen der Sommerbiathlon-Weltmeisterschaften 2009 in Oberhof, wo er bei den Crosslauf-Wettbewerben als Vierter des Sprints und Fünfter des Verfolgungsrennens knapp den Gewinn von Medaillen verpasste. Bei den Männern debütierte Dawletschin in Osrblie bei den Sommerbiathlon-Europameisterschaften 2012 bei einem internationalen Großereignis. Im Sprint wurde er hinter Rinat Gilasow und vor Witali Kabardin Vizeeuropameister, im Verfolgungsrennen verpasste er als Viertplatzierter hinter Gilasow, Ruslan Nasirov und Matej Kazár eine weitere Medaille. Diese gewann er an der Seite von Olga Prokopjewa, Irina Kudrizkaja und Gilasow im Mixed-Staffelrennen und wurde Europameister.